# Nicodemus Rodríguez
Nicodemus Rodríguez – panamski zapaśnik walczący w stylu wolnym. Zajął czwarte miejsce na igrzyskach i mistrzostwach panamerykańskich w 1991. Srebrny medalista igrzysk Ameryki Środkowej i Karaibów w 1990. Wicemistrz Ameryki Centralnej w 1990 roku.